# Mus crociduroides
Mus crociduroides és una espècie de mamífer rosegador de la família dels múrids. És endèmic de la serralada de l'oest de Sumatra (Indonèsia), on viu a altituds d'aproximadament 3.050 msnm. El seu hàbitat natural són les selves montanes. És una espècie en risc mínim, és a dir, no sembla que hi hagi cap amenaça significativa per a la seva supervivència. El seu nom específic, crociduroides, significa ‘semblant a Crocidura’ en llatí.